# 铀化合物

铀元素的反应

许多铀化合物是已知的，它和钍是最稳定且最易获得的锕系元素，并且是可在常规实验室中安全合法地大量研究的锕系元素。因此，它们的化学性质在锕系元素中研究得最多，因为它们的自热和辐射不足以像其他锕系元素（如钚）一样引起化学键的辐射分解。从锕系元素后部分起，这些元素主要形成三价的化合物，使之化学性质与相应的镧系元素相似，正如人们从周期性趋势中所预期的那样，钚前的锕系元素（因此包括钍和铀）都相对不稳定，因此离域化了5f和6d电子以与3族至8族的早期过渡金属相似的方式参与化学反应：因此，它们的所有价电子都可以参与化学反应，但对镎和钚来说，所有价电子参与反应并不常见。

## 简单化合物
- 三氧化铀，化学式UO3。
- 二氧化铀，化学式UO2，会逐渐变成U3O8。
- 八氧化三铀，是铀最常见的氧化物。
- 六氟化铀，是分离铀235的材料。
- 六氯化铀，化学式UCl6。
- 四溴化铀，由单质化合生成。
- 氮化铀，是黄褐色晶体。
- 氢化铀，化学式UH3，可制成超纯氢气。
- 碳酸铀酰铵（英语：Ammonium uranyl carbonate），铀形成的一种复盐。